# Military Madness: Nectaris
Military Madness: Nectaris es un juego de estrategia por turnos desarrollado para WiiWare, Xbox Live Arcade y PlayStation Network por Hudson Soft. Es el último juego de la serie Nectaris, y un remake mejorado del primer juego.
Nectaris tiene los mapas como el original, pero cuenta con gráficos en 3D, nuevas unidades, una nueva historia y modos multijugador competitivos y cooperativos en línea para hasta cuatro jugadores. Hudson afirmó que las tres versiones son idénticas, excepto por algunos mapas multijugador omitidos en la versión de WiiWare.
La versión de WiiWare fue descontinuada en marzo de 2012. La versión de PlayStation Network fue retirada de la lista en Europa en 2017.

## Recepción
El juego recibió "críticas mixtas o promedio" en todas las plataformas, según el sitio web de agregador de reseñas Metacritic.